# Византијска привреда
Византијска привреда је током векова била међу најснажнијим привредама на Медитерану. Константинопољ је био главно средиште трговачке мреже која се у различитим временима простирала преко скоро целе Евроазије и северне Африке. Неки научници тврде да је, све до доласка Арапа у 7. веку, Источно римско царство имало најмоћнију економију на свету. Арапска освајања би, међутим, представљала значајан преокрет богатства који би допринео периоду опадања и стагнације. Реформе Константина V (око 765.) означиле су почетак економског и другог препорода који је трајао до 1204. године. Од 10. века до краја 12. Византијско царство је пројектовало слику луксуза, а путнике је импресионирало богатство нагомилано у престоници царства. Све то се променило током Четвртог крсташког рата, који је био економска катастрофа по ИРЦ. Палеолози су покушали да оживе привредну активност али касна византијска држава није задобила потпуну контролу ни над страним ни домаћим економским факторима.
Један од економских темеља царства била је трговина. Држава је строго контролисала и унутрашњу и међународну трговину и задржала монопол на издавање кованог новца. Константинопољ је остао најважнији трговачки центар Европе током већег дела средњег века, који је држао све док Република Венеција није полако почела да надмашује византијске трговце у трговини; прво кроз ослобађање од пореза под владарском династијом Комнина, затим под Латинским царством.

## Пољопривреда
Од 4. до краја 6. века источни део Римског царства имао је демографску, економску и пољопривредну експанзију. Клима је била погодна за пољопривреду. Чак и у рубним крајевима сеоска насеља су цветала.
Развој сеоске привреде, иако свакако спор, био је континуиран од 8. до почетка 14. века. Области близу мора, богате житарицама, виновом лозом и маслињацима (унутрашњост Балкана и Мала Азија биле су концентрисане на сточарство) биле су фаворизоване и изгледа да су имале важну улогу у развоју византијске привреде. Оруђа сељаштва су се мало мењала кроз векове и остала су на рудиментарном нивоу, што је резултирало ниским односом продуктивности и рада. Ипак, према неким научницима, постојаност техника и оруђа доказ су њиховог успешног прилагођавања окружењу.
Становништво је било густо насељено у 6. веку, али се смањило у 7. и 8. веку. Чини се да су епидемије (као што је куга 541/542 и рецидиви до 747) имале веће ефекте на обим становништва него ратови. Од 9. века становништво царства се повећава, али је неравномерно распоређено.
У 12. веку се на Западу развијају технологије обраде и млевења, али има мање доказа за сличне византијске иновације. Западна достигнућа, попут ветрењаче, усвојили су Византинци, али, за разлику од Запада, арапски бројеви још нису били примењени за двоструко књиговодство. Постоје илустрације пољопривредних оруђа из илуминираних средњовековних рукописа Хесиодових Дела и дана, укључујући точак, аван, тучак, маљ и неке делове за кола и плуг, али чак и вековима касније, ни плуг ни колица на точковима нису били широко распрострањени. употреба, вероватно због природе понтског терена.

## Економска и фискална историја
Источноримска економија је мање страдала од варварских напада, који су били учестали проблем Западноримског царства. За време Диоклецијанове владавине, годишњи приход Источног римског царства износио је 9.400.000 солида, од укупно 18.000.000 солида за цело Римско царство. Ове процене се могу упоредити са цифром из 150. године, када је годишњи приход био 14.500.000 солида и 215. од 22.000.000 солида. До краја Маркијанове владавине, годишњи приход ИРЦ износио је 7.800.000 солида, што му је омогућило да прикупи око 100.000 фунти /45 тона злата или 7.200.000 солида за царску благајну. Ворен Тредголд процењује да су током историјског периода од владавине Диоклецијана до Маркијана, број становника и пољопривреда Источног царства благо опали, али не много. Заправо, малобројни сачувани подаци показују да су највећи источни градови нешто порасли између 3. и 5. века. До Маркијанове владавине изгледа да су потешкоће Источног царства опадале, а забалежен је и раст броја становника, вероватно по први пут у вековима.
Византијско-арапски ратови су смањили територију Царства за трећину у 7. веку и економија је опала; 780. године приходи Византијског царства смањени су на само 1,800,000 номисма. Од 8. века па надаље привреда Царства се драматично побољшала. Ово је био благослов за Византију на више начина; економија, управљање златним новцем и пољопривреда на Анадолском полуострву служили су за испуњавање сталних захтева војске. Пошто је Византија била у сталном стању ратовања са својим суседима (макар и само кроз упаде на територије), војска је захтевала да се оружје производи у већим градовима (као што је Солун), док су мањи градови служили за реквизицију жита, вина, па чак и кекса од стране официра Царевина. Иако је плата војника била минимална, велике војске су представљале значајан терет за Византију. Пошто су се златници трошили на војнике, који би временом трошили свој новац на набавку сопствене робе и велики приход би се вратио држави у облику пореза. Као резултат тога, византијска економија је била самодовољна, што јој је омогућило да напредује у мрачном веку. Успех византијске војске био је не мали део успеха њене привреде.
Трговина је током осмог века опала, па је стога доприносила само 200.000 номисма годишње. Расходи тог периода били су прилично велики у поређењу са годишњим приходима. Приближно 600.000 номисма одлазило је на платни списак војске годишње, док су остали војни трошкови узимали још 600.000 номисма годишње. За подршку византијској бирократији било је потребно 400.000 номисма. Такође, дарови које је делио цар и царска породица коштали су ризницу 100.000 номисма сваке године. Сви ови трошкови значили су да је византијска управа имала само око 100.000 номисма у вишковима сваке године, за уговоре, мито или поклоне.
Трошкови су поново порасли, када је огромна муслиманска војска извршила инвазију на царство 806. године, присиљавајући Нићифора I да плати откуп од 50,000 златника и годишњи данак од 30,000 златника. Да би импресионирао багдадског калифа, Теофил је грађанима Багдада поделио 36.000 златника, а 838. године био је приморан да плати калифу 100,000 златних динара. О византијском економском опоравку почетком 9. века говори податак да је цар Теофил могао да остави 7.000.000 номисма /31,5 тона злата у царској ризници за свог наследника 842. Након Теофилове смрти, његова супруга Теодора II наставила је успешну политику и чак је повећала царске резерве на 7.848.000 номисма.
Под Михаилом III Аморијацем резерве су се смањиле на око 100.000. Међутим, под мудром економском политиком Василија I, држава је брзо прикупила 4.300.000 номисма, далеко више од годишњег прихода царства од 3,300,000 номисма.
Од 10. века, међутим, до краја дванаестог, Византијско царство је пројектовало слику богатства и луксуза. Реформе Константина V Копронима (око 765.) означиле су почетак препорода који је трајао до 1204. Путници који су посетили престоницу били су импресионирани нагомиланим богатством у Цариграду; богатства која су служила и дипломатским сврхама државе као средство пропаганде и начин да се импресионирају странци као и сопствени грађани. Када је Лијутпранд Кремонски послат за амбасадора у византијску престоницу 940-их, био је очаран царском резиденцијом, луксузним оброцима и акробатским забавма.
Нифифор II је Свјатославу I Кијевском платио 15,000 фунти злата за инвазију на Бугарску 968. До смрти Василија II 1025. године, годишњи приход је порастао на 5,900,000 номисма, што му је омогућило да прикупи велики вишак од 14.400.000 номисма (200.000 фунти/90 тона злата) у ризници за свог наследника.
Ипак, византијска привреда је отишла у дуг пад све док династија Комнина није успела да оживи привреду.
Након пропасти Комнина, византијска привреда је опала под утицајем неколико фактора: распарчавања Царства после 1204. године, узастопних територијалних губитака од Турака (иако се наставила снажна економска интеракција византијских територија са изгубљеним територијама), и италијанска експанзија на Средоземном и Црном мору. Када је Исак II Анђел постао цар 1185. године, руља је упала у палату и однела 1,200 фунти злата, 3,000 фунти сребра и 20.000 фунти бронзаних новчића.  Пљачкање Цариграда од стране латинских крсташа 1204. године била је економска катастрофа. Пљачкање су пратили разорни пожари. Због финансијске кризе, држава је могла да исплати само половину траженог износа који су потраживали крсташи 1204. Званични број опљачканог из Цариграда износио је око 900,000 сребрних марака, што је еквивалентно око 3.600.000 хиперпира или 50.000 фунти/22,5 тоне злата. Осиромашени латински цареви топили су статуе како би ковали новац. Латински цар Балдуин II Куртене је 1237. године заложио трнов венац (реликвија повезано са Христосом) венецијанском трговцу за 13,134 златника. 
У време када су Палеолози преузели власт, италијански трговци су почели да доминирају поморском трговином, док су турски продори спречили било какав успех у трговини преко путева. Михаило VIII Палеолог је настојао да обнови величину престонице, али нису постојали адекватни ресурси на располагању. Михаило је био приморан да испразни ризницу да би платио огромно мито од 60,000 хиперпира Перу III од Арагона да изврши инвазију на Краљевину Сицилију. Цариград је поново постао, као у седмом и осмом веку, рурална мрежа расутих језгара; у последњим деценијама пре пада, становништво је бројало 70,000 људи. Постепено, држава је такође изгубила утицај на модалитете трговине и механизме цена, као и контролу над одливом племенитих метала, а према неким научницима, чак и над ковањем новца.
Византијска привреда је толико опала да је до 1343. године царица Ана Савојска морала да заложи византијске крунске драгуље за 30,000 венецијанских дуката, што је било еквивалентно 60.000 хиперпира. Године 1370. царство је Венецији дуговало 25,663 хиперпира (од чега је до тада било исплаћено само 4,500 хиперпира) за штету нанету венецијанској имовини. У фебруару 1424. године Мануел ИИ Палеолог је потписао неповољан мировни уговор са Турцима Османлијама, којим је Византијска империја била принуђена да годишње плаћа султану 300,000 сребрњака. Цар Константин XI Палеолог Драгаш је Венецији дуговао 17.163 хиперпира када је умро 1453.
Тачан износ који је византијска влада приходовала на годишњем нивоу је предмет расправа, због оскудности и двосмислене природе примарних извора. Следећа табела садржи приближне процене.
| Година | Годишњи приход                     |
| ------ | ---------------------------------- |
| 305.   | 9,400,000 solidi/42.3 тона злата   |
| 457.   | 7,800,000 solidi                   |
| 518.   | 8,500,000 solidi                   |
| 533.   | 5,000,000 solidi                   |
| 540.   | 11,300,000 solidi/50.85 тона злата |
| 555.   | 6,000,000 solidi                   |
| 565.   | 8,500,000 solidi                   |
| 641.   | 3,700,000 nomismata                |
| 668.   | 2,000,000 nomismata                |
| 775.   | 1,800,000 nomismata                |
| 775.   | 2,000,000 nomismata                |
| 842.   | 3,100,000 nomismata                |
| 850.   | 3,300,000 nomismata                |
| 959.   | 4,000,000 nomismata                |
| 1025.  | 5,900,000 nomismata                |
| 1150.  | 5,600,000 hyperpyra                |
| 1303.  | 1,800,000 hyperpyra                |
| 1321.  | 1,000,000 hyperpyra                |

## Улога државе
Држава је задржала монопол на издавање кованиа и имала је право да интервенише у другим важним секторима привреде. Вршила је формалну контролу над каматним стопама и одређивала је параметре за делатност цехова и корпорација у Цариграду у којима држава има посебан интерес (нпр. продаја свиле) или чији су се чланови бавили занимањем од значаја за трговину. Цар и његови званичници интервенисали су у кризним временима како би обезбедили набавку капитала и задржали ниску цену житарица. Из тог разлога, царство је строго контролисало и унутрашњи промет робе и међународну трговину (свакако намерно; у знатној мери и у пракси). Поред тога, држава је често део вишкова убирала у виду пореза и враћала у промет, прерасподелом у виду плата државним службеницима у војсци, или у виду улагања у јавне радове, зграде или уметничка дела.

## Ковање новца
Ковани новац је био основни облик новца у Византији, иако је кредит постојао: архивски документи показују да и банкарство и банкари нису били тако примитивни као што се понекад сматра. Византијско царство је због своје релативне флексибилности било способно да монетарни систем функционише више од хиљаду година, од Константина I до 1453. године. Новац је био и производ и инструмент сложене и развијене финансијске и фискалне организације која је допринела економској интеграцији  територије државе.
Прве одлике административне организације новчане производње први су установили Диоклецијан и Константин, а постојали су још почетком 7. века. Током византијске историје, надзор над ковницама новца припадао је цару; тако је влада контролисала, у извесној мери, понуду новца. Ипак, цар и његова влада нису увек били способни да воде монетарну политику у савременом значењу тог појма.
Још од стварања византијског монетарног система од стране Константина 312. године, његов стожер је био златни солид, кованица чија је номинална вредност била једнака њеној унутрашњој вредности, што доказује Теодосијев законик.
Током1304. је уведен базиликон, чисти сребренг новца по узору на венецијански дукат, што је означило је напуштање комнинских структура под утицајем западних модела. Систем који је започео 1367. године конструисан је око ставратона, тешког сребра, еквивалентног двострукој тежини финог метала од последње хиперпира. До краја 12. века, посебно од 1204. године, политичка фрагментација царства резултирала је стварањем кованица које су биле или „националне” (нпр. у Трапезунду 1222, у Бугарској 1218, и у Србији 1228), колонијалне или феудалне. Млетачки новац убрзо је продро у новчани промет  Византије. Ова ситуација је била у супротности са монополом који је византијска валута имала све до 12. века, у оквиру својих и ван сопствених граница, чиме се мерио њен политички и економски утицај.

## Трговина
Један од економских темеља царства била је трговина. Цариград се налазио на важним трговачким путевима исток-запад и север-југ. Трапезунд је био важна лука у источној трговини. Тачне руте су варирале током година у зависности од ратова и политичке ситуације. Увоз и извоз су униформно опорезовани са десет одсто.
Жито и свила су биле две најважније робе за царство. Арапска инвазија на Египат и Сирију нанела је штету трговини Византије и утицала на снабдевање престонице житом. Како се становништво повећавало у 9. и 10. веку, порасла је и потражња за житом. У Цариграду је постојало функционално тржиште жита, али оно није било у потпуности саморегулисано: држава је имала простор да игра улогу у доступности жита на тржишту и формирању цена.
Свилу је држава користила и као средство плаћања и као дипломатско средство. Сирова свила се куповала из Кине и прерађивала у фине материјале који су биле високо на цени широм света. Касније су свилене бубе прокријумчарене у царство и копнена трговина свилом је постала мање важна. После Јустинијана I, производња и продаја свиле постала је царски монопол, само се прерађивала у царским фабрикама и продавала овлашћеним купцима. Трговци сировом свилом могли су да купују сирову свилу изван Цариграда, али нису имали овлашћење да путују ван града да би је набавили — вероватно да не би угрозили активности провинцијских трговаца који продају свилу.
Остале робе којима се трговало, у Цариграду и другде, биле су бројне: уље, вино, со, риба, месо, поврће, други прехрамбени производи, дрво и восак. Керамика, лан и ткано сукно такође су били предмети трговине. Луксузни предмети, попут свиле, парфема и зачина су такође били важни. Постоје записи о трговини робљем, како у име државе, тако и од стране приватних лица. Међународна трговина се одвијала не само у Цариграду, који је до касног 12. века био важан центар источне трговине луксузом, већ и у другим градовима који су функционисали као центри међурегионалне и међународне трговине, попут Солуна и Трапезунда . Текстил је морао бити далеко најважнији извозни артикал; свила се свакако увозила у Египат, а јавља се и у Бугарској и на Западу. Царство је такође имало трговинску активност преко Венеције (све док је она била део царства): размењивали су се со, дрво, гвожђе и робови, као и луксузни производи са Истока. Током 11. и 12. века италијанска трговина у царству одвијала се под привилегованим условима, који су били део уговора и привилегија датих Амалфију, Венецији, Ђенови и Пизи.
Четврти крсташки рат и млетачка превласт у трговини на том подручју створили су нови контекст. Године 1261. Ђеновљани су добили великодушне царинске привилегије, а шест година касније Млечани су повратили своју првобитну четврт у Цариграду. Две северне италијанске трговачке силе створиле су услове који су им омогућили да дођу до било које тачке у Византији и да цео привредни регион ставе у службу својих трговачких интереса.
Палеолози су покушали да оживе привреду и поново успоставе традиционалне облике политичког надзора и вођења привреде. Било је, међутим, очигледно да касновизантијска држава није била у стању да стекне потпуну контролу ни над страним, ни над домаћим економским факторима. Држава је постепено губила утицај на модалитете трговине и механизме цена, ефектну контролу над одливом племенитих метала, а према неким научницима, губила је чак и контолу над израдом кованог новца. Касновизантијски званичници који су требали да спроводе регулаторну политику користили су државне прерогативе који су им проверени, како би водили своје приватне послове. На приватну привредну делатност утицале су и кризе у спољној политици и унутрашња ерозија Византије.

## БДП
Економиста Светске банке Бранко Милановић проценио је византијски БДП по глави становника у распону од 680 до 770 долара у међународним доларима из 1990. на свом врхунцу око 1000. (владавина Василија II Бугароубице). Ово одговара распону од 1.637 до 1.853 долара. Број становника Византије у то време се процењује на између 12 и 18 милиона. Из овог се изводи да је укупан БДП био негде између 20 и 33 милијарди долара.